# فونن
فونن یا فون (به لاتین: Funen، به دانمارکی: Fyn) یک جزیره در دانمارک است که در دریای بالتیک واقع شده‌است.

## خصوصیات
فونن ۴۶۶٬۲۸۴ نفر جمعیت دارد.
مهمترین شهرهای این جزیره به همراه جمعیت‌شان عبارتند از:
- ادنسه ۱۷۸٬۲۱۰ نفر (۲۰۱۸)
- اسفندبورگ ۲۷٬۳۲۴ نفر
- نای‌بورگ ۱۷٬۱۶۴ نفر